# Gepard

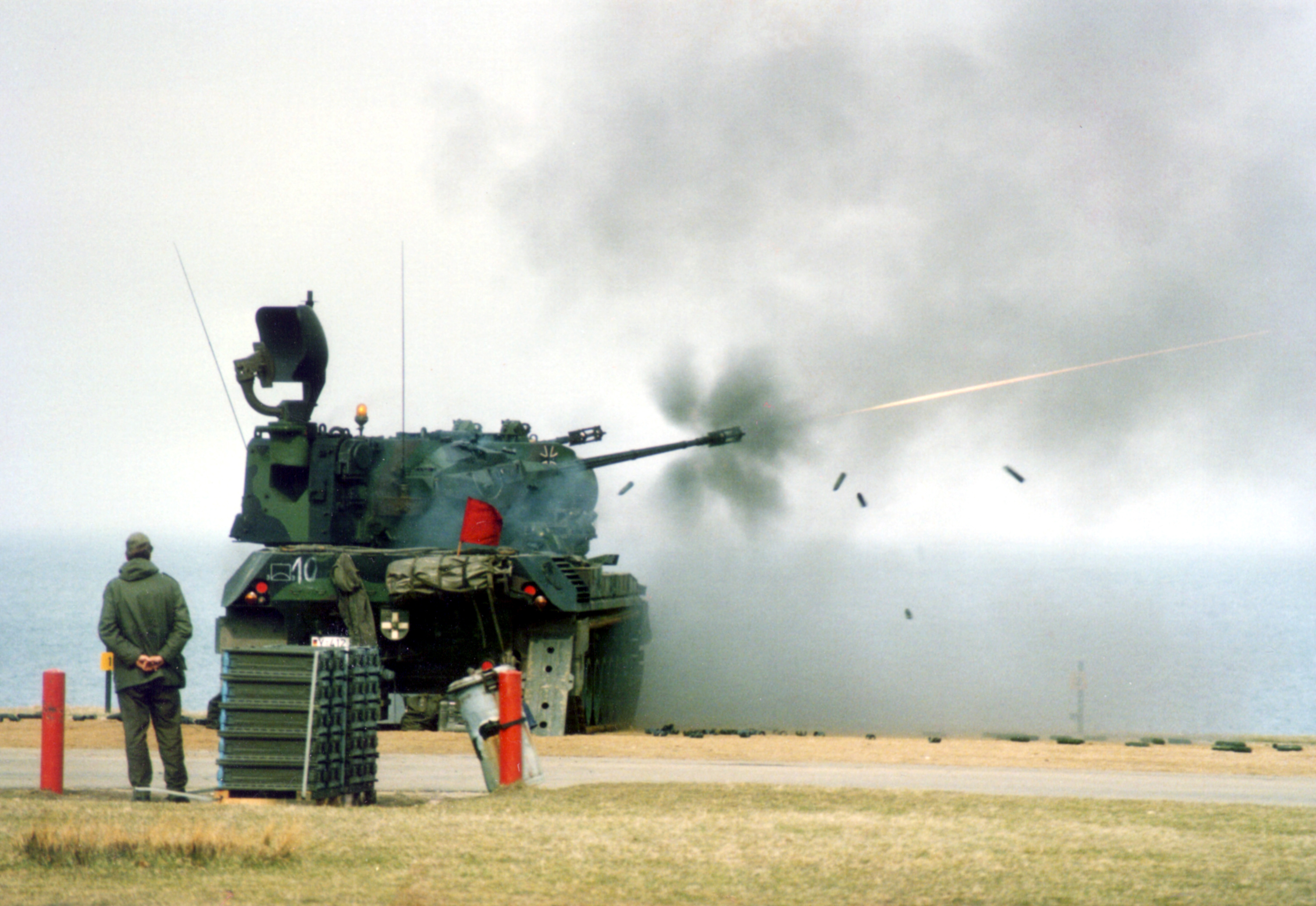
O Gepard detém alta tecnologia para defesa antiaérea.

O Flugabwehrkanonenpanzer Gepard é um veículo blindado de combate antiaéreo (VBC AAe) de alta tecnologia. Foi desenvolvido pela empresa Krauss-Maffei Wegmann para o Exército da Alemanha. Pode atingir até 65 km/h, e pesa 47,5 toneladas. Já foram produzidas aproximadamente 570 unidades.
Os Gepard 1A2, de 47,5 toneladas, foram modernizados em 2010 com novos sistemas de radar e eletrônica que permitirão que os tanques permaneçam operacionais até 2030. 
Em abril de 2013 o Ministério da Defesa do Brasil comprou 34 viaturas Gepard 1A2 do Exército alemão. Os blindados foram empregados na segurança da Jornada Mundial da Juventude (JMJ) em julho 2013 no Rio de Janeiro, com a presença do Papa Francisco, na Copa do Mundo de 2014 e nos Jogos Olímpicos do Rio de Janeiro em 2016. Os críticos da compra afirmaram que teria sido melhor comprar ou desenvolver outros tipos de veículos de defesa antiaérea, como, por exemplo, o AN/TWQ-1 Avenger, um carro com maior mobilidade, velocidade e menor peso, que utiliza mísseis guiados ao invés de metralhadoras.
O primeiro uso em combate do Gepard foi durante a Guerra Russo-Ucraniana, em 2022.

## Operadores

### Atuais
- Brasil - Exército Brasileiro (36 1A2 S Band)
- Roménia - Exército Romeno (36 1A2 S Band)
- Ucrânia - Exército Ucraniano (52 1A2 S Band; 60 PTRL X Band)

### Ex-utilizadores
- Alemanha - Exército da Alemanha
- Bélgica - Exército da Bélgica
- Chile - Exército Chileno
- Jordânia - Exército da Jordânia
- Países Baixos - Exército Holandês